# Miraç Kal
Miraç Kal   (Konya, 8 de juliol de 1987) és un ciclista turc, professional des del 2011 fins al 2015. El 2012 es proclamà campió nacional en ruta. Kal va guanyar la cursa en carretera al Campionat de Turquia de ciclisme de 2012 celebrat a Nevşehir.

## Palmarès
Palmarès de Miraç Kal.
- 2009
  - Vencedor d'una etapa a la Volta a Egipte
- 2010
  - Vencedor d'una etapa al Tour of Victory
  - Vencedor d'una etapa al Tour de Tràcia
- 2011
  - Vencedor d'una etapa al Tour de Capadòcia
- 2012
  -  Campió de Turquia en ruta.